# Tuja (Fluss)
Die Tuja (auch Tuga), deutsch Tiege, ist ein 49,2 km langer Fluss im Weichseldelta, der in die Szkarpawa (Elbinger Weichsel) mündet. Früher wurde nur der Unterlauf ab Nowy Dwór Gdański (Tiegenhof) als Tiege bezeichnet, bis dort hatte der Fluss den Namen Święta (Schwente).

## Name
Der Fluss wird 1247 als Tuia erstmals urkundlich genannt. Der Name leitet sich vermutlich vom indogermanischen Verbstamm *tūj- „schwellen, stark werden“ im Sinne von „Schwellwasser“ ab. Die deutsche Form entstand mit Umlaut aus *Tiuje entrundet zu Tiege.

## Flusslauf

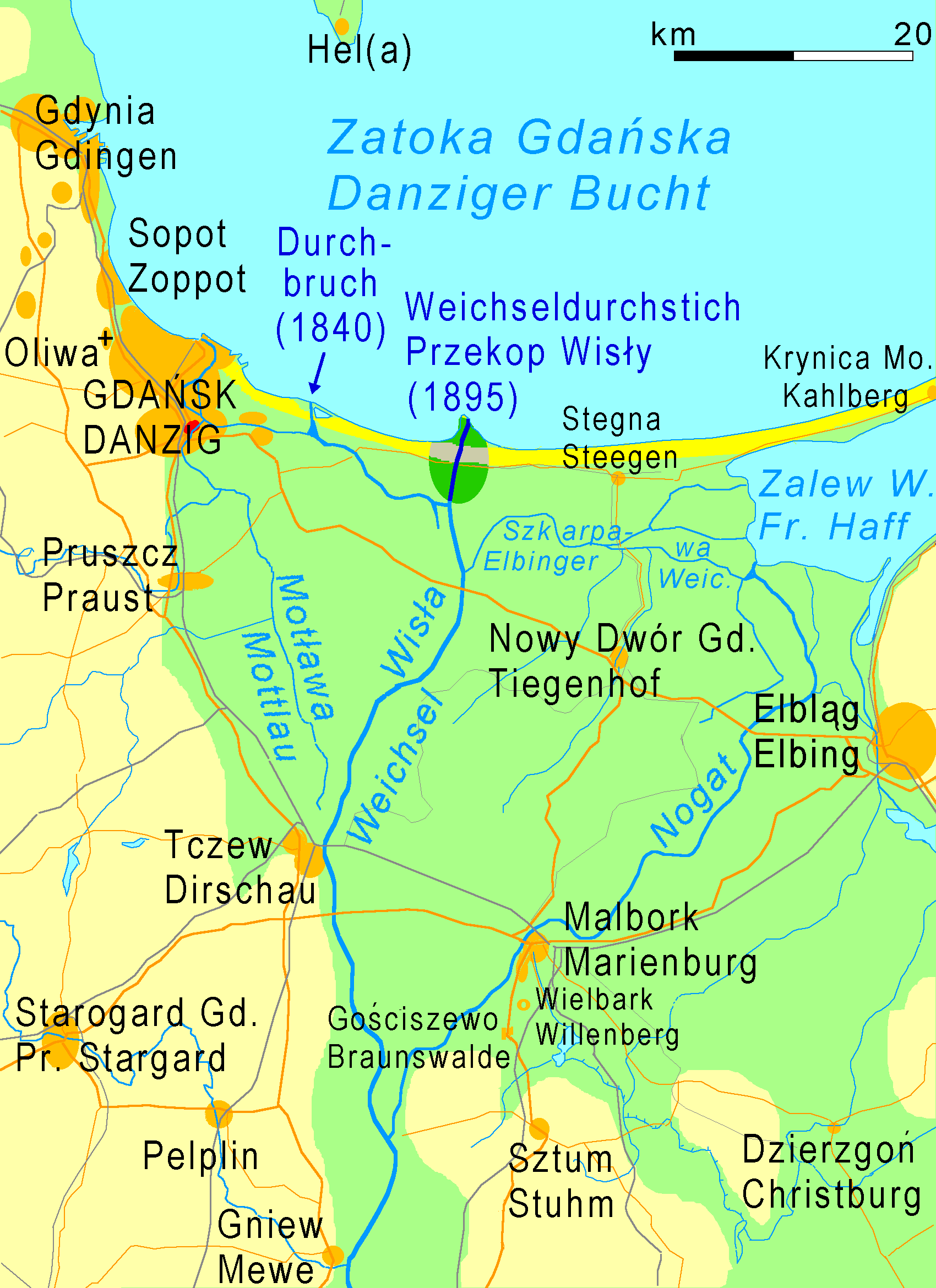
Die Tuja durchzieht Tiegenhof; Lage im Weichseldelta

Die Tuja bzw. Święta entspringt in der Nähe des Danziger Haupts und fließt zwischen Weichsel und Nogat in nordnordöstlicher Richtung. Bei Rybina (Fischerbabke) mündet die Tuja in die Szkarpawa. 
Das Einzugsgebiet des Flusses umfasst 267,6 km². 

## Nutzung
Im 19. Jahrhundert wurde die etwa 12 Kilometer lange Tiege von Schiffen befahren. In Tiegenhof befinden sich heute noch Reste der Getreidespeicher, Kaianlagen und eine Zugbrücke. 13 weitere Kilometer der Schwente waren noch für Lastkähne der Zuckerfabrik in Nowy Staw (Neuteich) schiffbar. Diese 25 Kilometer können heute noch mit kleinen Sportbooten befahren werden.
Des Weiteren transportierte der Fluss das von den Entwässerungsmühlen gehobene Wasser des tiefliegenden Weichseldeltas ab.

## Städte
Kleinstädte an ihrem Verlauf sind: 
- Nowy Dwór Gdański (Tiegenhof)
- Nowy Staw (Neuteich)

### Weitere Orte
Neben der Stadt Tiegenhof erhielten mehrere Dörfer und Wohnplätze ihren Namen nach der Tiege: Tiegenhagen (Tujce), Tiegenort (Tujsk, heute Cyganek) mit Tiegenorterfeld, Tiege (Tuja), Tiegerfelde (Tujskie Pole) und Tiegerweide.